# ۱۴۱۵ (قمری)
۱۴۱۵ (قمری)، هزار و چهارصد و پانزدهمین سال در گاه‌شماری هجری قمری قراردادی و کبیسه است. اول محرم این سال برابر با دهم ژوئن سال ۱۹۹۴ میلادی است.

## درگذشتگان
- ۱۵ جمادی‌الثانی - سید محمدکاظم قزوینی مؤلف دانشنامه امام صادق